# SimCity Creator
SimCity Creator é um jogo de video game de simulador de construção de cidades da franquia [[SimCity] da editora de jogos Eletronic Arts. Foi lançado para o Wii em setembro de 2008 e posteriormente para o console de mão Nintendo DS

## O jogo
SimCity Creator segue a fórmula básica da série SimCity, onde os jogadores administram uma cidade, adicionando prédios residenciais, comerciais e indústriais, além de estações de policia, hospitais, portos e estádios. Os jogadores podem ainda escolher a aparência dos prédios, entre os muitos temas disponíveis como Egípcio, Japonês, Europeu, Las Vegas e futuristas. Os jogadores podem ainda fazer um tour pela cidade construída, totalmente em 3D, em um helicóptero ou avião. 
Tomando vantagem do Wii, e sua função de ponteiro do Wii Remote, estradas podem ser diretamente desenhadas no mapa. As cidades podem ser ainda compartilhadas com outros jogadores pelo WiiConnect24.
Similar a SimCity 4, SimCity Creator também possui um ciclo de dia e noite, assim como um ciclo de estações que foi utilizada na versão do SNES de SimCity. Os jogadores enfrentam desastres como dinossauros, robôs gigantes, tornados, aliens e meteoros.

## Ligações Externas
- Site Oficial
- Página do jogo na EA Games
- Ficha do jogo no GameStart[ligação inativa]
- Ficha do jogo no WiiClube
- Faça seu Review no Gamereview